# Schausiana trojesa
Schausiana trojesa är en fjärilsart som beskrevs av William Schaus 1901. Schausiana trojesa ingår i släktet Schausiana och familjen rotfjärilar. Inga underarter finns listade i Catalogue of Life.